# Clematis gratopsis
Clematis gratopsis är en ranunkelväxtart som beskrevs av Wen Tsai Wang. Clematis gratopsis ingår i släktet klematisar, och familjen ranunkelväxter. Inga underarter finns listade i Catalogue of Life.